# Demonax traudae
Demonax traudae là một loài bọ cánh cứng trong họ Cerambycidae.